# La freccia del tempo
La freccia del tempo (in inglese Time's Arrow: or the Nature of the Offence) è un romanzo dello scrittore britannico Martin Amis che racconta la storia di un criminale nazista vissuta, o rivissuta, a ritroso: a partire dalla morte del protagonista per terminare con la sua nascita.
Il sottotitolo inglese the Nature of the Offence, che era in origine il titolo alternativo dell'opera, è la traduzione dell'espressione La natura dell'offesa, tratta da Primo Levi. Tra le opere lette per il lavoro di documentazione preliminare alla scrittura di questo romanzo l'autore infatti cita anche quattro testi dell'autore torinese, Se questo è un uomo, La tregua, I sommersi e i salvati e la raccolta di poesie Ad ora incerta.

## Trama
Tod T. Friendly prende coscienza in una camera d'ospedale, dove si trova pressoché paralizzato e in grave sofferenza. Dopo il disorientamento iniziale, la sua salute migliora e nei giorni successivi esce dal nosocomio. A mano a mano che la narrazione procede, il lettore si rende conto che la voce narrante racconta una vita vissuta a ritroso, dal momento della morte di Friendly e in direzione della sua nascita; la cosa in un primo tempo disorienta Friendly, che però si adatta alla prospettiva. Nonostante ciò, tutta la trama è punteggiata da considerazioni che al lettore paiono distorte, come se il narratore non avesse compreso nella sua completezza il meccanismo dell'inversione nella freccia del tempo.
Veniamo a sapere che Friendly è un anziano medico che vive negli Stati Uniti pur essendo straniero e che nasconde un segreto di una certa gravità. Con il passare del tempo Friendly intraprende relazioni sentimentali, la principale con una certa Irene ma non si ferma di fronte a rapporti con più donne, favoriti dal suo aspetto. Il lettore assiste a una vita che si svolge al contrario, il protagonista estrae dalla spazzatura le lettere d'amore, poi litiga con le sue donne, i loro incontri diventano rarefatti, infine sempre più passionali finché si perdono di vista. Un giorno Friendly vende tutti i mobili della sua casa e prende un treno per recarsi a est, a New York.
Qui Tod Frendly cambia identità e diventa John Young, medico in un grande ospedale. Le sue relazioni sessuali con le infermiere non si contano, tra queste anche la solita Irene. Il suo segreto ha a che fare con i bambini. Nel 1948 John Young si imbarca per l'Europa.
In Portogallo cambia di nuovo identità, si chiama Hamilton de Souza. Il mondo intero corre verso la guerra mondiale. Hamilton si imbarca per Salerno, da dove arriva a Roma e “vende” i propri documenti di identità a un emissario del Vaticano, assumendo un nuovo nome: Odilo Unverdorben. A tappe forzate risale la penisola e arriva nella Germania devastata dalla guerra, fino al campo di sterminio di Auschwitz, dove il lettore scopre che ha lavorato come medico.
L'orrore dell'olocausto viene mostrato al rovescio, come se i medici nazisti (tra i quali spicca il dottor Mengele, chiamato nel libro “Zio Pepi”) travasassero la vita dentro i corpi dei prigionieri estratti dalle fosse comuni. La descrizione del meccanismo di sfruttamento criminale del lager viene vista come in una parodia, con gli internati ammucchiati nelle camere a gas dalle quali escono vivi per salire in convogli ferroviari di carri bestiame che li portano via dal campo. La moglie di Odilo, Herta, dopo un primo periodo di incredulità disapprova fortemente ciò che accade. Durante tutto il periodo del suo lavoro nella macchina di distruzione nazista (“dopo” il lager lavora all'eliminazione dei pazienti in un manicomio) Odilo soffre di un'impotenza sessuale cronica. La bambina che lui e la moglie hanno generato in precedenza muore con pochi mesi di vita.
L'epilogo del romanzo mostra brevemente l'infanzia a ritroso di Odilo Unverdorben.

## Edizioni
- (EN) Times arrow, or the nature of offence, 1ª ed., London, Jonathan Cape, 1991, ISBN 0224030930.
- La freccia del tempo, collana Collezione Omnibus, traduzione di Ettore Capriolo, Milano, A. Mondadori, 1993, ISBN 88-04-36761-X.
- La freccia del tempo, collana Collezione Piccola biblioteca Oscar ; 123, traduzione di Ettore Capriolo, Milano, A. Mondadori, 1996, ISBN 88-04-41298-4.
- La freccia del tempo, collana Collezione ET scrittori ; 1635, traduzione di Ettore Capriolo, Torino, Einaudi, 2010, ISBN 978-88-06-19914-2.